# Inga litoralis
Inga litoralis ist eine Baumart aus der Unterfamilie der Mimosengewächse (Mimosoideae). Sie ist in Costa Rica beheimatet.

## Beschreibung
Inga litoralis ist ein kleiner Baum mit dicht rostrot flaumig behaarten, schwach korkwarzigen Zweigen. Die kahlen Blätter sind dreifach paarig gefiedert, die Blättchen elliptisch und unterseits dicht rostrot behaart. Das äußerste Blättchenpaar ist 14,6 bis 23 Zentimeter lang und 5 bis 10 Zentimeter breit, das innerste 3 bis 9 Zentimeter lang und 1,3 bis 5 Zentimeter breit.
Die Blattrhachis ist 5 bis 10 Zentimeter lang und geflügelt, der Blattstiel zylindrisch und schwach geflügelt. Zwischen jedem Blättchenpaar finden sich sehr dünne, kurzgestielte Drüsen. Die lanzettlichen Nebenblätter sind 4 Millimeter lang und hinfällig.
Die Blütenstände sind dichte bis lockere Ähren. Sie entspringen den Blattachseln und stehen einzeln oder in Gruppen. Der Schaft ist 3,3 bis 7 Zentimeter lang, die Rhachis 2,5 bis 6 Zentimeter lang. Die Blüten sind ungestielt. Die flachen Früchte sind gerade, 14 bis 25 Zentimeter lang, 1,3 bis 2 Zentimeter breit und dicht borstig behaart.

## Verbreitung
Inga litoralis ist endemisch in Costa Rica, sie besiedelt dort laubabwerfende Saisonregenwälder.

## Systematik und Botanische Geschichte
Die Art wurde 1991 von Nelson A. Zamora erstbeschrieben.

## Nachweise
- Anton Weber, Werner Huber, Anton Weissenhofer, Nelson Zamora, Georg Zimmermann: An Introductory Field Guide To The Flowering Plants Of The Golfo Dulce Rain Forests Costa Rica. In: Stapfia. Band 78, Linz 2001, S. 280, ISSN 0252-192X / ISBN 3-85474-072-7, zobodat.at [PDF]